# Tylecodon fragilis
Tylecodon fragilis ist eine Pflanzenart der Gattung Tylecodon in der Familie der Dickblattgewächse (Crassulaceae).

## Beschreibung
Tylecodon fragilis wächst wenig verzweigt und aufsteigend, mit einer knolligen Basis, die bis zu 2,5 Zentimeter im Durchmesser erreicht und wird bis 16 Zentimeter hoch. Die Pflanzen besitzen eine graue Rinde, die sich abschält. Die spröden und glatten Triebe werden bis 35 Zentimeter lang und erreichen 4 Millimeter im Durchmesser. Sie haben eine grauweiße Rinde mit deutlichen oder unscheinbaren dunkleren, graugrünen bis schwarzen Streifen. Die weich sukkulenten, linealisch und stielrund bis leicht abgeflachten Blätter werden 2,5 bis 5 Zentimeter lang und 2 bis 3 Millimeter breit. Die Blattoberseite ist leicht gefurcht, die Spitze stumpf bis zugespitzt mit aufgesetztem Spitzchen.
Die Blütenstände bilden bis zu 7 Zentimeter hohe Thyrsen mit 1 bis 4 Monochasien, die wiederum in 1 bis 3 aufrechten bis etwas ausgebreiteten Einzelblüten enden. Der Blütenstiel wird etwa 5 Millimeter lang. Die dreieckig-lanzettlichen Kelchblätter werden 2 Millimeter lang. Die röhrige und gelblich grün gefärbte Kronröhre ist glatt und wird 10 bis 12 Millimeter lang und 4 Millimeter breit. Sie ist zum Schlund hin leicht erweitert. Die ausgebreiteten Zipfel sind stumpf und später zurückgebogen. Sie werden 5 Millimeter lang und 2 Millimeter breit.

## Systematik und Verbreitung
Tylecodon fragilis ist in Südafrika in den Provinzen Nordkap und Westkap in Strandveld und in der Sukkulenten-Karoo in Felsritzen verbreitet. Die Erstbeschreibung erfolgte 1971 durch Robert Allen Dyer als Cotyledon fragilis. Helmut Richard Tölken stellte die Art 1978 in die Gattung Tylecodon.